# 아웃사이더 (잡지)
아웃사이더(Outsider)는 대한민국의 출판사이자 이곳에서 출판했던 격월 잡지이다.
홍세화, 진중권, 박노자 등이 편집 위원으로 있었으며, 현재 어린이 잡지 '고래가 그랬어'발행인으로 일하는 김규항도 아웃사이더에 관여하였다. 현재는 출판이 중단되었다.